# Santa Maria della Pietà in Camposanto dei Teutonici
A Santa Maria della Pietà in Camposanto dei Teutonici ou Igreja de Nossa Senhora das Mercês no Cemitério Germânico é uma igreja de Roma localizada no Vaticano e ligada ao Cemitério Germânico (em italiano:  Campo Santo dei Teutonici e dei Fiamminghi), o histórico cemitério germânico na cidade. O local onde ela está pertencia à Schola Francorum, um hospício para peregrinos germânicos durante a Idade Média e a mais antiga instituição germânica em Roma.
O termo "teutônico" é uma referência aos germânicos. Esta igreja é a igreja nacional da Áustria, Alemanha e Países Baixos em Roma.

## História
Em 796, Carlos Magno recebeu permissão do papa Leão III para fundar um hospício no terreno vizinho ao local onde hoje está a igreja para receber os peregrinos vindos de seu império. Ligado a ele foi construída uma igreja dedicada a Jesus Salvador e um cemitério para enterrar os súditos de Carlos Magno que morressem em Roma. Desde o começo, esta fundação ficou aos cuidados das autoridades eclesiásticas da Basílica de São Pedro. O declínio, logo depois, do Império Carolíngio fez com que o hospício e a Schola Francorum ficassem totalmente sob o controle da basílica, que manteve o objetivo original de receber os peregrinos e cuidar dos pobres. Durante o Papado de Avinhão (1309–1378), período que toda a cidade sofreu um enorme declínio, todas as fundações ligadas à Basílica de São Pedro se arruinaram.
Depois do retorno dos papas iniciou um período de renascimento e entusiasmo por novas construções, e o patrocínio das fundações foi retomado, principalmente durante os pontificados de Martinho V, Eugênio IV e Nicolau V. A memória de Carlos Magno e seu hospício foi retomada pela grande e influente colônia germânica que vivia em Roma na época e, no pontificado de Martinho V (1417–1431), o já ampliado cemitério foi rodeado por um muro construído por Fredericus Alemannus, que também construiu uma casa para seus guardiões. Durante uma epidemia de peste em 1448, Johannis Assonensis, um confessor germânico ligado à basílica e posteriormente bispo de Wurzburg, reuniu seus compatriotas e fundou ali uma confraternidade com o objetivo de prover um enterro decente para todos os germânicos pobres de Roma. Esta confraternidade construiu uma igreja, um novo hospício para peregrinos germânicos no terreno vizinho e transformou o Campo Santo numa instituição nacional germânica.
Nos séculos XV e XVI (e mesmo no XIX), os germânicos foram representados em Roma por diversos oficiais na corte papal e pelas guildas de padeiros, sapateiros e tecelões germânicos; nesta época, os germânicos estavam envolvidos em praticamente todas as tarefas ordinárias da vida romana e os banqueiros e estalajadeiros germânicos eram especialmente numerosos. Ainda assim, o consistente declínio da população germânica em Roma nos séculos XVII e XVIII levou ao declínio do Campo Santo e da confraternidade.
A igreja de Santa Maria foi progressivamente sendo eclipsada por Santa Maria dell'Anima. Em 1876, o papa Pio IX fundou um seminário para padres germanófonos, com escolas de arqueologia e História Eclesiástica, para substituir a Schola Francorum. Atualmente a igreja é ainda um importante ponto de encontro da comunidade germanófona em Roma.

## Galeria

Imagens da igreja
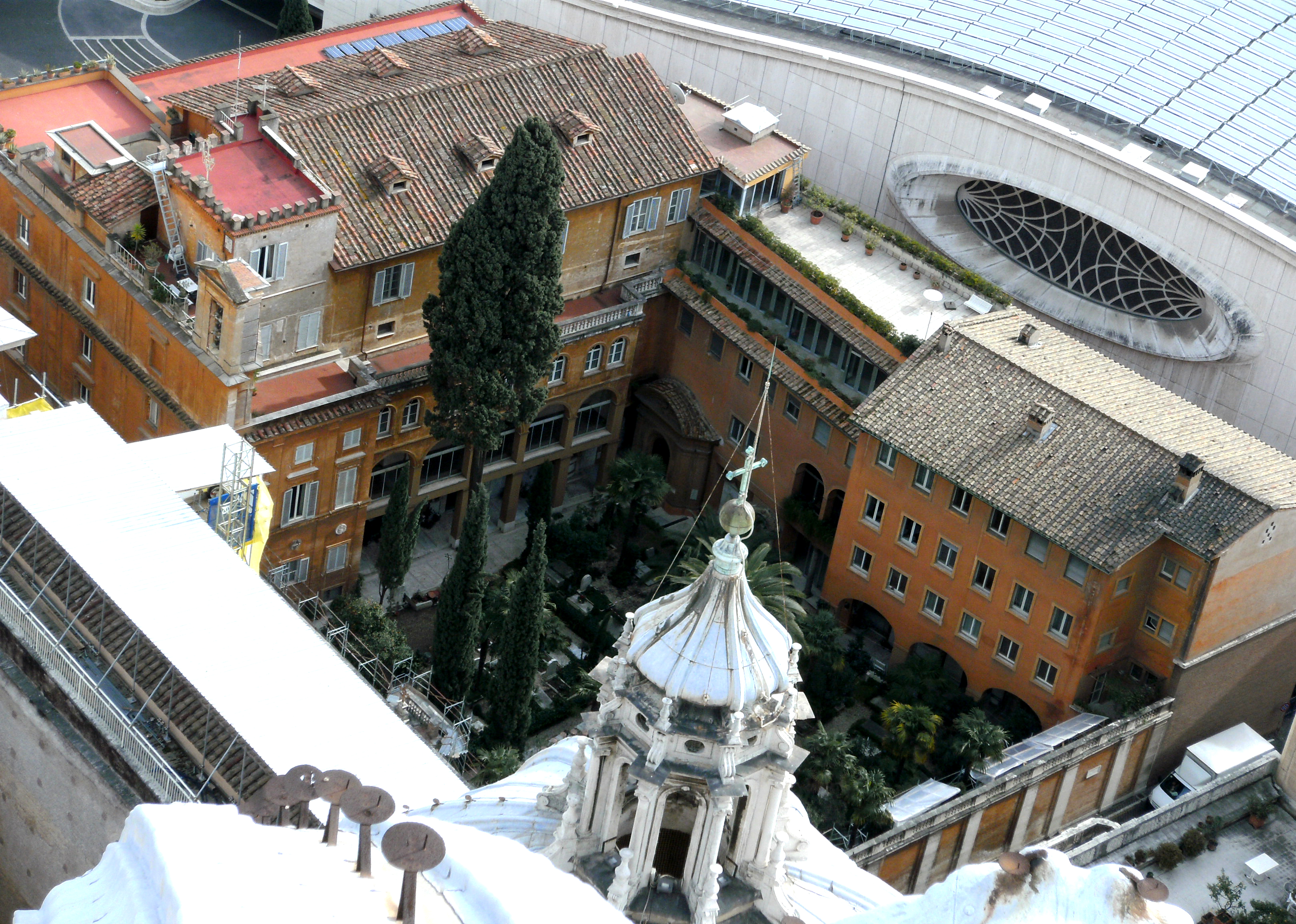
Vista do complexo da igreja e do Campo Santo do alto da cúpula da Basílica de São Pedro.
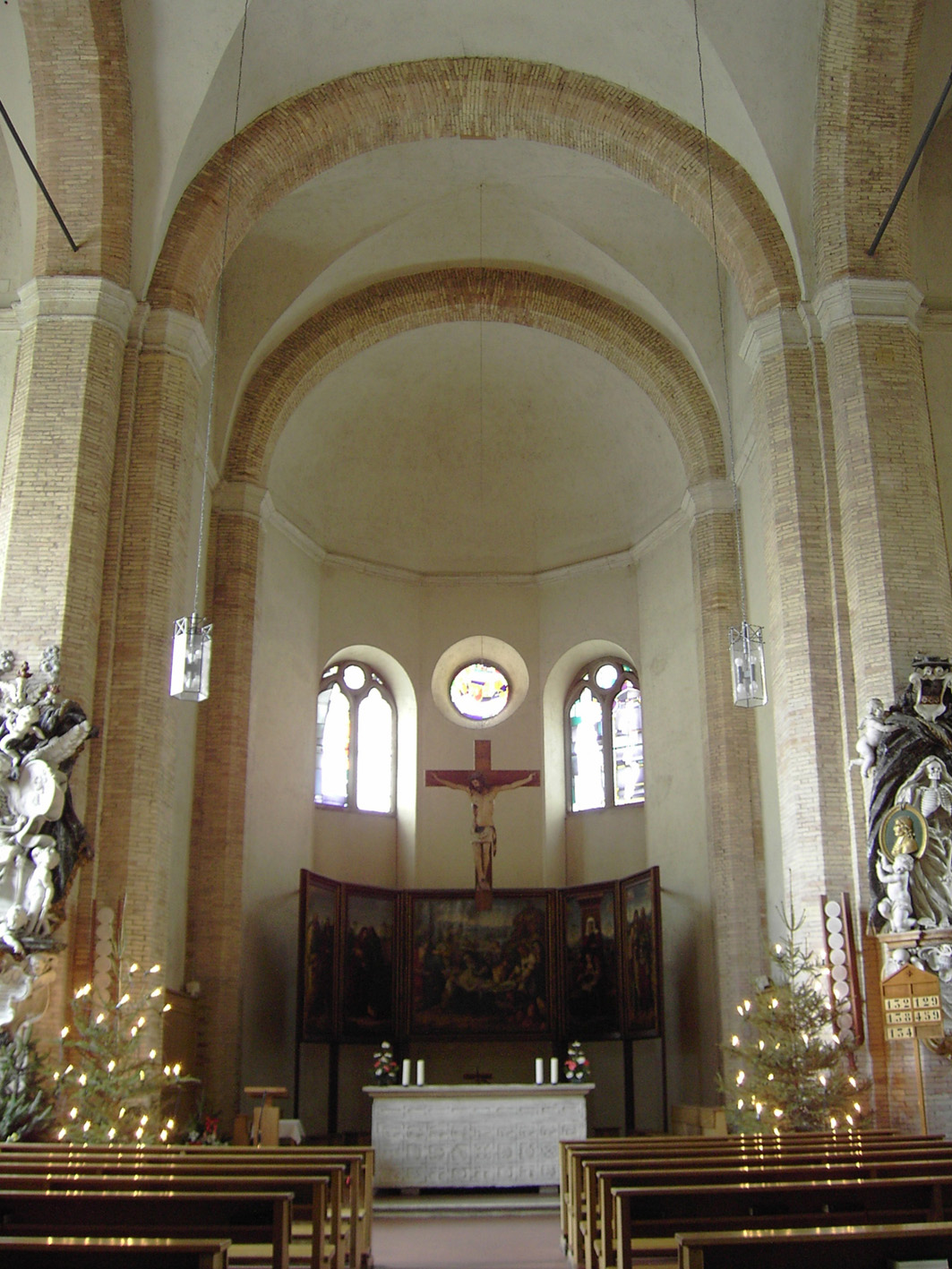
Altar-mor.
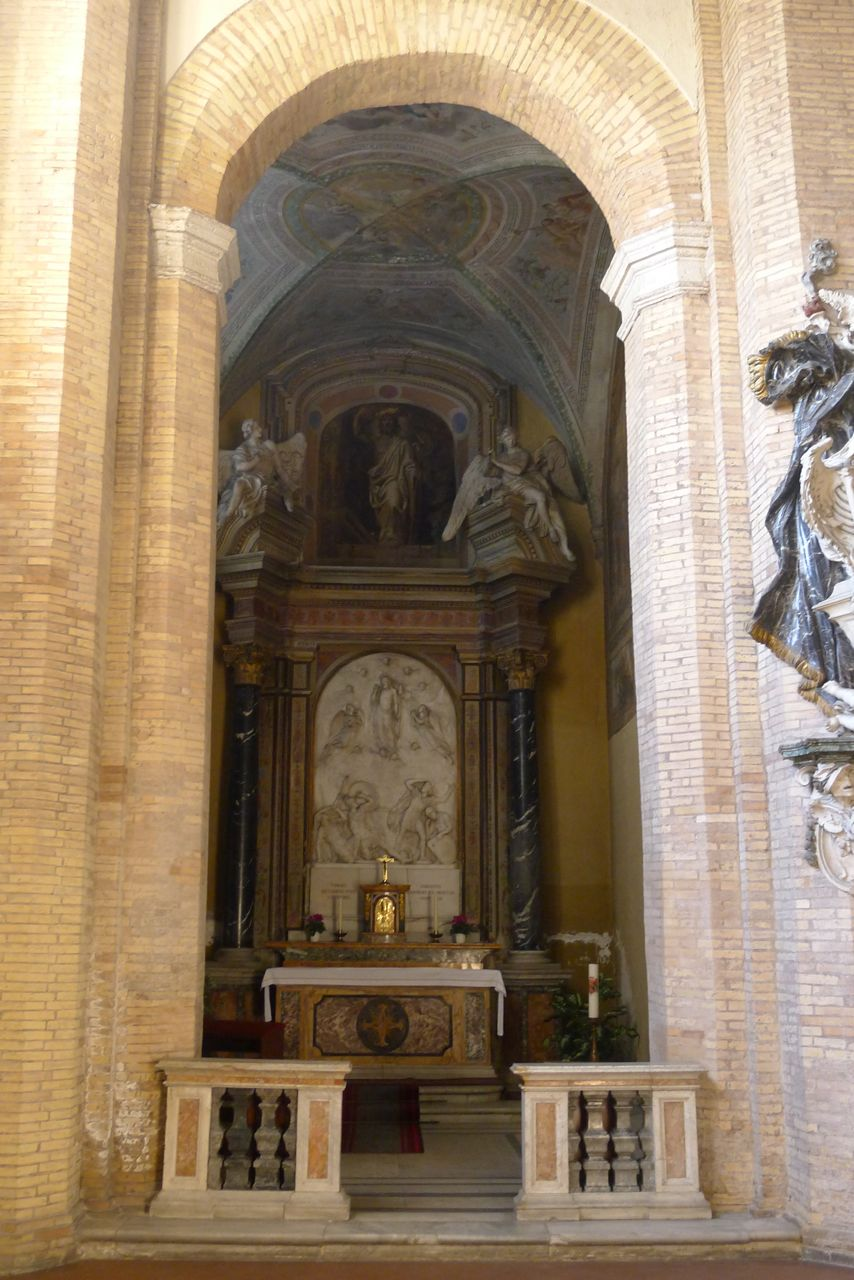
Capela do Santíssimo Sacramento.
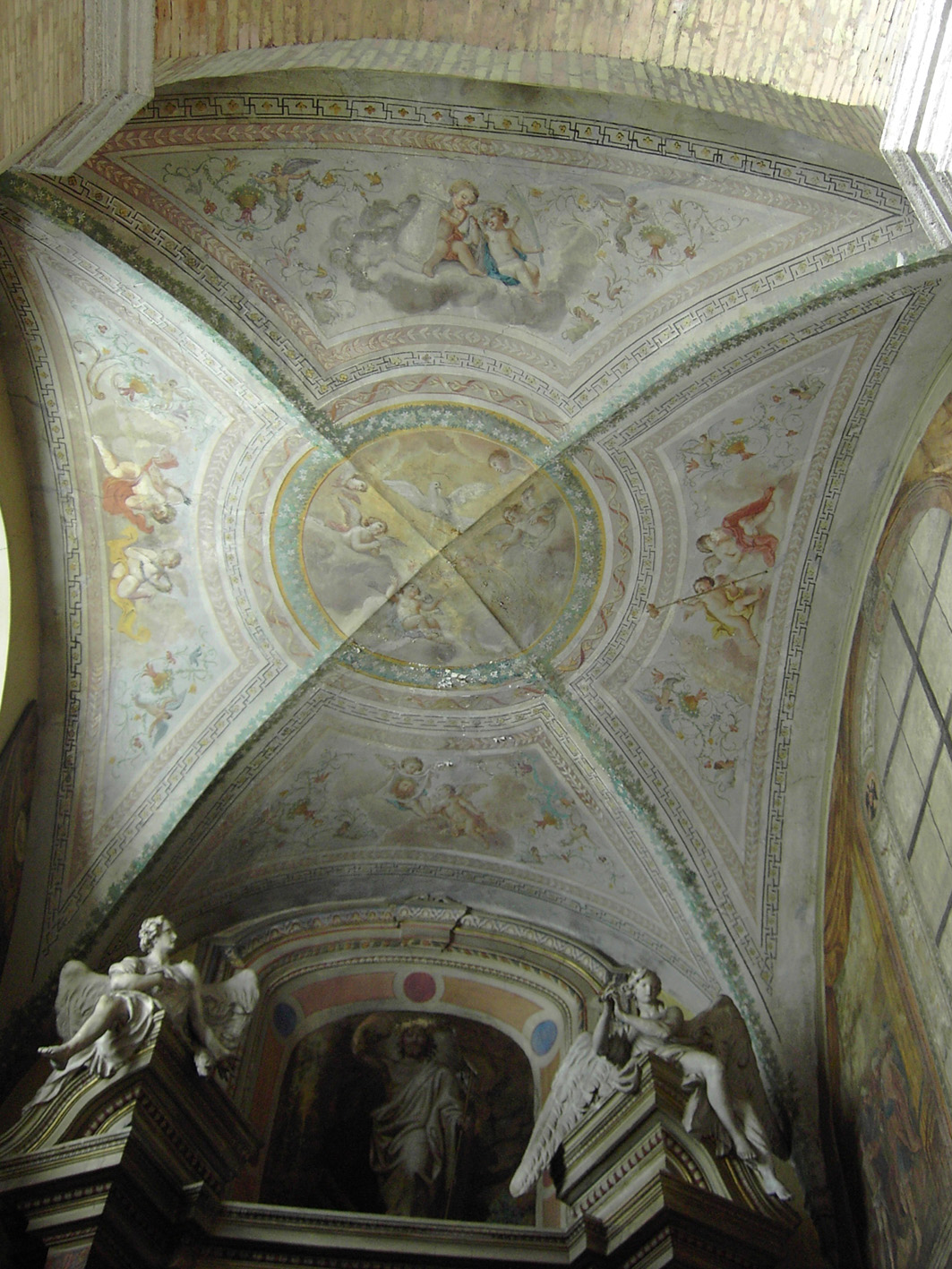
Decoração da abóbada do [[cruzeiro (arquitetura)|]].

## Ligações exteriores
- «Santa Maria della Pietà in Camposanto dei Teutonici» (em italiano). Vicariato de Roma
- «Santa Maria della Pietà in Camposanto dei Teutonici» (em inglês). Estado do Vaticano
- «Santa Maria della Pietà in Camposanto dei Teutonici» (em inglês). Rome Art Lover